# Hyllisia strandi
Hyllisia strandi là một loài bọ cánh cứng trong họ Cerambycidae.